# Landschaftsschutzgebiet Kohlbruck

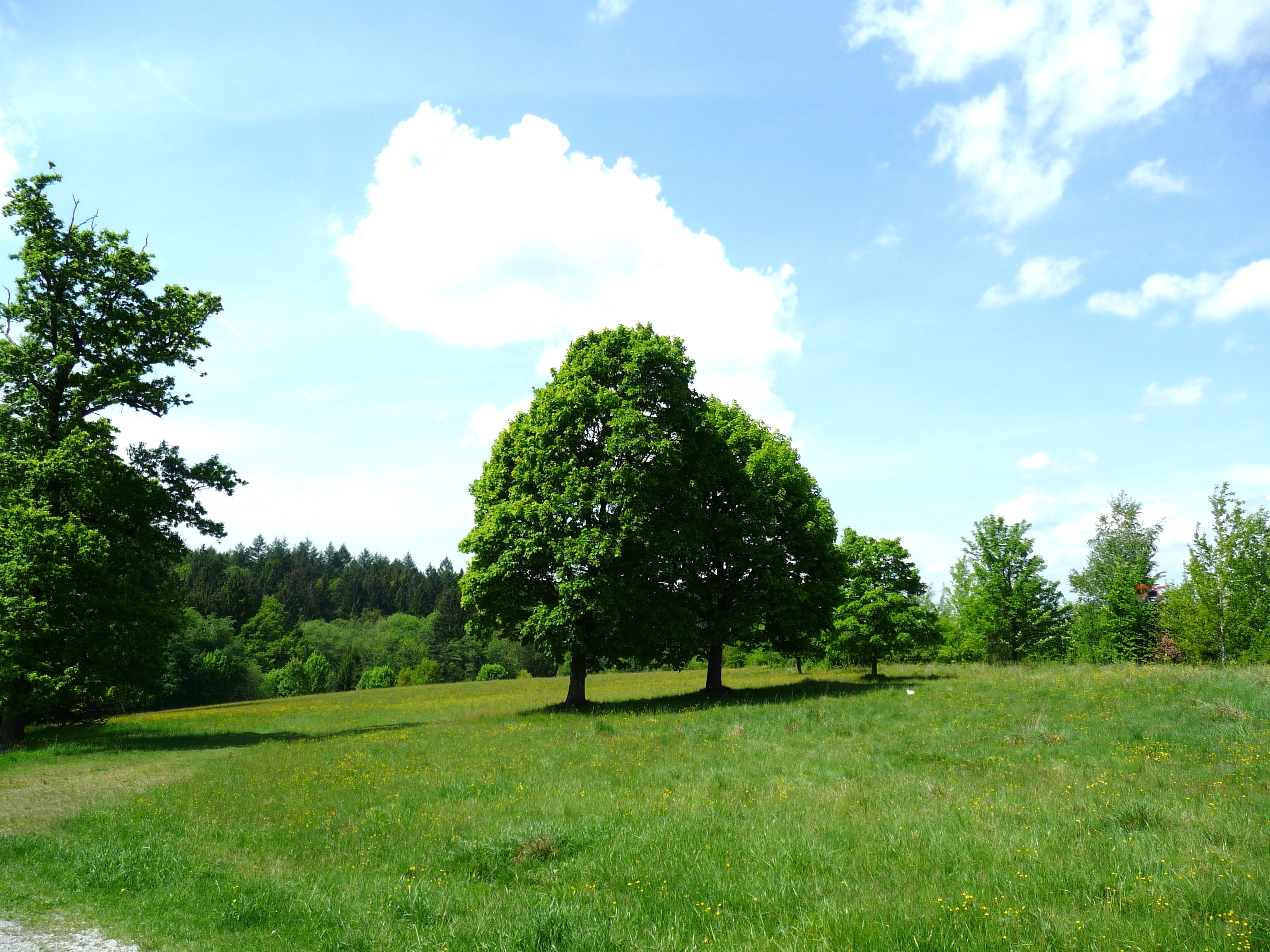
Wiese im Osten des Landschaftsschutzgebietes

Das Landschaftsschutzgebiet Kohlbruck ist ein Landschaftsschutzgebiet im Südwesten der 
Stadt Passau im Stadtteil Haidenhof Nord.
Von 1963 bis 1993 stand in Kohlbruck die Ritter von Scheuring-Kaserne der Bundeswehr. 1994 erwarb die Stadt Passau das freigewordene Bundeswehrgelände mit einer Fläche von 71,5 ha. Mit einer Verordnung der Stadt Passau vom 8. Oktober 1997, die am 1. November 1997 in Kraft trat, wurde ein großer Teil des ehemaligen Standortübungsplatzes zusammen mit anschließendem Gelände unter Landschaftsschutz gestellt.
Insgesamt umfassen die geschützten Landschaftsteile eine Fläche von  103 ha. Von Süden nach Norden wird das Gebiet von dem drei Kilometer langen, renaturierten Scheuereckerbach durchflossen. Die Bachaue und das Tal mit den angrenzenden Gehölzbeständen bilden eine besondere Schutzzone innerhalb des Landschaftsschutzgebietes, ebenso der Laubwald südlich Vornholz.
Der Wald westlich des Scheuereckerbaches gehört zum Neuburger Wald. Es handelt sich um einen altholzreichen Mischwald, vorwiegend mit Rotbuchen, Stieleichen, Fichten und Robinien. Östlich des Baches liegen ausgedehnte Wiesen, teilweise Magerwiesen mit zerstreuten Einzelbäumen, Feldgehölzen, Baumreihen und Beständen des Zwerg-Filzkrautes.
Einige gut ausgebaute Wege durchqueren das Gebiet. Aus der Tierwelt sind unter anderem der Buntspecht, Ringeltauben, Erdkröten und Blindschleichen zu beobachten, zuweilen begegnet man seltenen Insekten wie dem Postillon, dem Goldlaufkäfer oder dem Sägebock.